# 게일 앤 허드
게일 앤 허드(영어: Gale Anne Hurd, 1955년 10월 25일 ~ )는 미국의 영화 프로듀서이다. 《터미네이터》(1984), 《에일리언 2》(1986), 《아마겟돈》(1998), 《헐크》(2003), 드라마 《워킹 데드》 등이 대표작이다. 스탠퍼드 대학교를 졸업했다. 제임스 캐머런 감독의 아내였으며 브라이언 드 팔마와도 결혼했다가 이혼했고, 현재는 조너선 헨즐리 감독과 결혼한 상태이다.

## 출연 작품
- 자연스럽게: 알리스 기-블라쉐의 전해지지 않은 이야기 (2018)
- 헬 페스트 (2018)
- 터미네이터 제니시스 (2015)
- 살아있는 시체들의 탄생 (2013)
- 헬페스트 (2013)
- 베리 굿 걸 (2013)
- 로저 코만의 세계 (2011)
- 디즈 어메이징 샤도우 (2011)
- 워킹 데드 1 (2010)
- 터미네이터 시리즈 - 사라 코너 연대기 (2008)
- 퍼니셔 2 (2008)
- 인크레더블 헐크 (2008)
- 웰컴 투 더 정글 (2007)
- 이온 플럭스 (2005)
- 퍼니셔 (2004)
- 터미네이터 3 - 라이즈 오브 더 머신 (2003)
- 헐크 (2003)
- 타임머신:클락스토퍼 (2002)
- 딕 (1999)
- 바이러스 (1999)
- 캠퍼스 데드맨 (1998)
- 스네이크 아이 (1998)
- 아마겟돈 (1998)
- 스위치 킬러 (1997)
- 레릭 (1997)
- 단테스 피크 (1997)
- 고스트 앤 다크니스 (1996)
- 세이프 페시즈 (1994)
- 마녀 사냥 (1994)
- 압솔롬 탈출 (1994)
- 워터댄스 (1992)
- 카인의 두 얼굴 (1992)
- 살인 주문 (1991)
- 터미네이터 2:오리지널 (1991)
- 불가사리 (1990)
- 심연 (1989)
- 악령의 분신 (1988)
- 에이리언 네이션 (1988)
- 에이리언 2 (1986)
- 터미네이터 (1984)